# Eubrianax pellucidus
Eubrianax pellucidus is een keversoort uit de familie keikevers (Psephenidae). De wetenschappelijke naam van de soort werd in 1895 gepubliceerd door George Lewis.